# Psarocolius decumanus
Psarocolius decumanus là một loài chim trong họ Icteridae.